# Werk Arena (1967)
Die Werk Arena ist eine Eissporthalle in der tschechischen Stadt Třinec. Die 1967 eröffnete Halle ist mittlerweile geschlossen und war bis 2014 die Hauptspielstätte des Extraligisten HC Oceláři Třinec, einer Eishockeymannschaft, und wurde 2014 durch die neu erbaute Neue Werk Arena (Nova Werk Arena) ersetzt. Die Arena bietet 5.200 Zuschauern Platz.
Vor dem Bau des Kunsteisstadions wurde zunächst auf zugefrorenen Teichen, ab 1945 in einem 12.000 Zuschauer fassenden Natureisstadion Eishockey gespielt. 1967 wurde die heutige Werk Arena als offenes Eisstadion mit künstlicher Kühlung erbaut und erhielt 1976 ein Stahldach. Das Dach wurde durch Arbeiter des lokalen Stahlwerkes (Trzynietzer Eisenwerk) und mit Stahlträgern des gleichen Betriebes erbaut. Den höchsten Zuschauerschnitt hatte der HC Oceláři Třinec in der Saison 1997/98, als durchschnittlich 4.908 Zuschauer die Heimspiele des Vereins verfolgten und die Mannschaft die Vizemeisterschaft erreichte.
2016 wurde die Eisbereitung in der alten Halle endgültig eingestellt.